# 我的鬼女孩
《我的鬼女孩》是一部是由STUDIO COLORIDO製作的日本原創長篇動畫電影，該片於2024年5月24日在日本上映，並在Netflix上進行全球獨家發行。

## 劇情大綱
為了和大家打成一片、不被別人討厭的高一生柊，總是有求必應。某個夏天，他意外沒完成別人的請求，卻也在此時遇見了來到人間尋母的鬼女孩紬。而她和柊完全不同，想做什麼就做什麼，從來不管別人……

## 登場角色
八瀨柊
配音：小野賢章
本作品的主角，是山形縣高中一年級的學生。他性格溫和，儘管如此，當有人需要幫助時，他卻無法拒絕。
紬
配音：富田美憂
本作品的女主角，是一位鬼少女，她來到人類世界尋找自己的母親。性格天真無邪，充滿了純真的善良。
八瀨幹雄
配音：田中美央
柊的父親。總是認為自己是正確的，而容易忽視他人的情感。
八瀨美久
配音：雪野五月
柊的母親。
八瀨楓
配音：神戶光步
柊的妹妹。
一弦
配音：三上哲
紬的父親。來到人類世界尋找紬。似乎知道紬失蹤的母親的祕密。
紫苑
配音：日高範子
紬的母親。在紬三歲時突然失去行蹤。
高橋龍二、高橋澪
配音：浅沼晋太郎（龍二）、山根綺（澪）
前往跳蚤市場的兩個人。
山下志麻子
配音：鹽田朋子
旅館「寶珠之湯」的老闆娘。
山下直也
配音：齋藤志郎
旅館「寶珠之湯」的老闆。
谷本耀一
配音：佐佐木省三
咖啡廳店主。
御前
配音：京田尚子
鬼之鄉的村長。

## 製作
本作的導演柴山智隆在過去曾加入吉卜力工作室，並參與了包括《神隱少女》等長篇電影作品的製作，後來從後期工作轉向動畫製作。2022年，他以《想哭的我戴上了貓的面具》中首次擔任執導動畫電影。
考慮到《想哭的我戴上了貓的面具》的背景地點在愛知縣常滑市，而位於同一知多半島的東海市的有線電視公司知多Media Network在電影聲優試鏡等方面提供了製作團隊協助。東海市與山形縣米澤市締結了友好城市關係，2022年2月，知多Media Network向米澤市的有線電視公司New Media提出了拍攝協助請求。柴山在2022年3月和6月前往山形縣進行場景考察。
2023年11月，米澤商工會議所、米澤觀光會議協會、米澤市觀光課、山形大學、山形县立米泽女子短期大学、置賜綜合支廳等12個團體組成的「米澤動畫旅遊促進協議會」成立。米澤市教育委員會由於該作品包含戀愛元素，對在學校進行集體觀賞表示出了一些保留意見，但表示願意協助通過學校發放宣傳單。米澤市宣傳雜誌《廣報米澤》2024年4月發行的刊號將會使用該作品作為封面，並且在有線電視播放特別節目以及為米澤市民舉行限量試映會。山形縣內的電影院將在永旺米澤影院和永旺天童影院上映該作品。
STUDIO COLORIDO和Netflix自2022年起簽訂了多年合同，共同製作並獨家發行三部新的長篇動畫電影。本作是繼《漂流家園》之後的第二部作品。

### 取景地點
在創作本作品的過程中，柴山智隆抱有「想以雪為主題」的想法。作品的背景設置在以米澤市為中心的山形縣，包括米澤市內的米澤商業高中、小野川溫泉和笹野觀音堂，以及山形市的山寺日枝神社、上山市的花咲山觀景台、飯豐町、高畠町和天童市的風景。

## 製作團隊
- 導演：柴山智隆（日语：柴山智隆）
- 編劇：柿原優子、柴山智隆
- 角色設計：橫田匡史
- 角色設計助理：近岡直
- 色彩設計：田中美穗
- 美術監督：稻葉邦彦
- CG導演：齋藤司
- 攝影監督：町田啓
- 剪輯：木南涼太
- 音樂：窪田實菜（日语：窪田ミナ）
- 音響監督：木村繪理子
- 發行：TWIN ENGINE、Giggly Box
- 企劃製作：TWIN ENGINE
- 製作：STUDIO COLORIDO
- 主題曲：永远是深夜有多好。「嘘じゃない」（EMI Records）[11]
- 插曲：永远是深夜有多好。「Blues in the Closet」（EMI Records）

## 書籍
小說
- 岩佐守（日语：岩佐まもる）《我的鬼女孩》[12]

KADOKAWA（角川文庫），於2024年5月1日發行，ISBN 978-4-041148655。
- 三國月月子（日语：三國月々子）（文字）與YUME（插畫）《我的鬼女孩》[13]

KADOKAWA（角川翼文庫），於2024年5月9日發行，ISBN 978-4-046322982。

## 外部連結
- 官方网站
- 互联网电影数据库（IMDb）上《我的鬼女孩》的资料（英文）
- 在Netflix上觀看《我的鬼女孩》